# Zmijanje-Stickerei

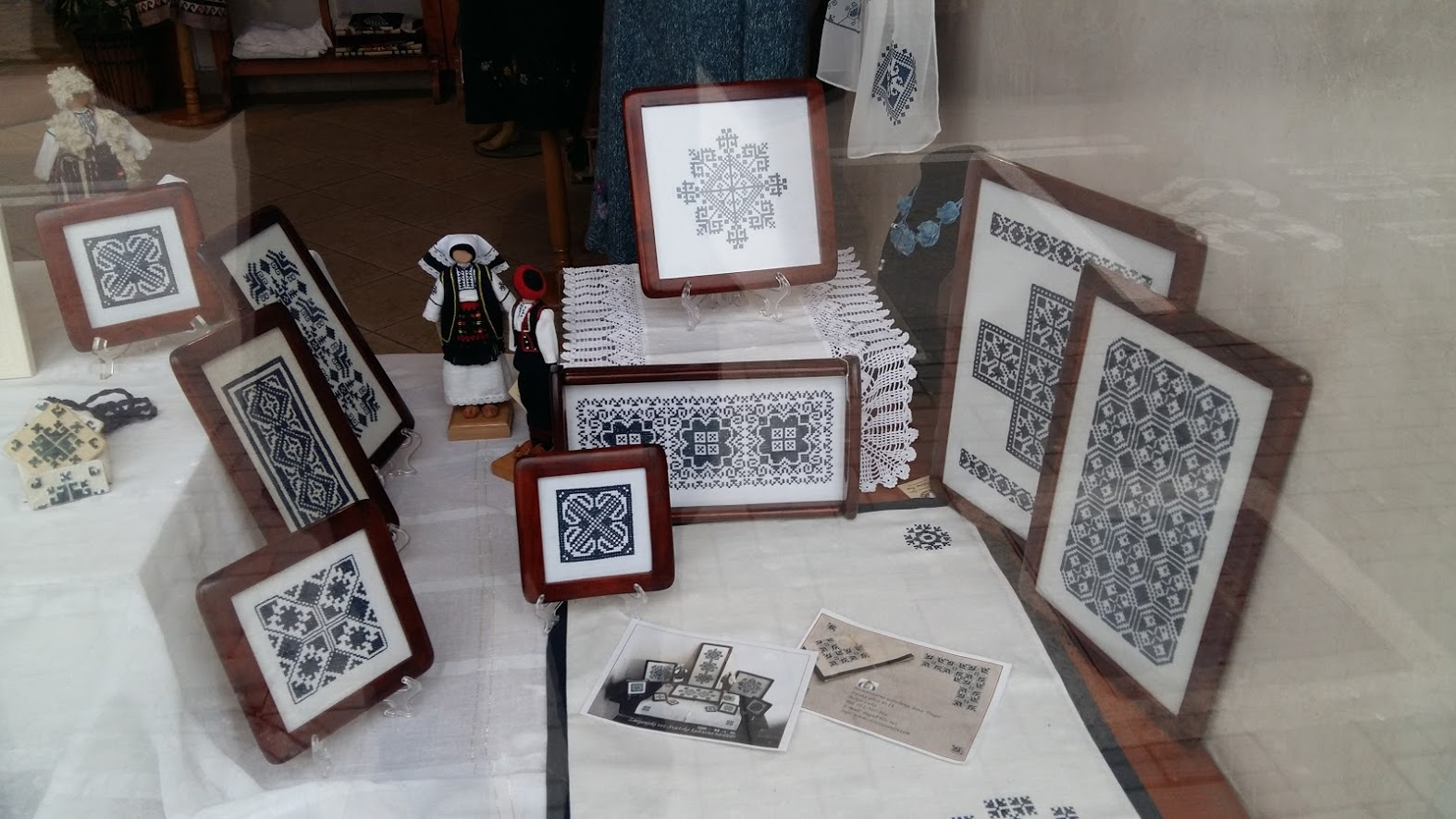
Zmijanje-Stickerei in einem Schaufenster in Banja Luka

Zmijanje-Stickerei (serbisch-kyrillisch Змијањски вез Zmijanjski vez) ist ein Stil von Stickmustern in der Region Zmijanje in Bosnien und Herzegowina. Das Hauptmerkmal ihrer Herstellung ist, dass sie von hinten ausgeführt werden.
Traditionell werden diese gestickten Motive verwendet, um Frauenkostüme, Brautkleider, Schals, Kleidung oder Bettwäsche zu verzieren. Das Hauptmerkmal der Stickereien sind die tiefblauen bzw. schwarzen Fäden und die improvisierten geometrischen Formen. Der Reichtum und die Variationen von gestickten Mustern bestimmen den sozialen Status der Frauen in der Region.
Die Zmijanje-Stickerei zeichnet sich durch die Harmonie und stilistische Perfektion geometrischer Ornamente aus, die ausschließlich in Dunkelblau oder Schwarz miteinander kombiniert werden, im Gegensatz zu anderen Teilen von Bosnien und Herzegowina, wo Stickereien in bis zu vier Farben ausgeführt wird. Die Zmijanje-Stickerei wird in verschiedenen Sticktechniken, u. a. dem Kreuzstich, ausgeführt. Jelica Belovic Bernadzikovska, Expertin für Sticktechniken auf dem Balkan, bezeichnet die Zmijanje-Stickerei als eine der ältesten Formen der Stickerei. Die primären geometrischen Ornamente (wie Räder und verschiedene Rauten) lassen sich bis ins Neolithikum zurückverfolgen.
Das Sticken erfolgt normalerweise als Gruppenarbeit von Frauen, begleitet von Liedern und Gesprächen. Die Frauen erlernen die Stickkunst in diesen Runden, indem sie erfahreneren Stickerinnen zusehen und die vorbestimmten Elemente in zahlreichen Variationen kontinuierlich wiederholen und kombinieren.
Die Zmijanje-Stickerei wird seit dem 26. November 2014 auf der UNESCO-Liste des immateriellen Kulturerbes der Menschheit geführt.